# Vilhelm af Hessen-Philippsthal-Barchfeld (1786-1834)
 For alternative betydninger, se Vilhelm af Hessen-Philippsthal-Barchfeld. (Se også artikler, som begynder med Vilhelm af Hessen-Philippsthal-Barchfeld)
Frederik Vilhelm Carl Ludvig, prins af Hessen-Philippsthal-Barchfeld (tysk Friedrich Wilhelm Carl Ludwig) (født 10. august 1786 på Wilhelmsburg i Barchfeld, død 30. november 1834 i København) var en tysk fyrstelig og dansk officer.

## Biografi
Han var søn af prins Adolph af Hessen-Philippsthal-Barchfeld (1743-1803) og Vilhelmine Louise Christiane af Sachsen-Meiningen og nær slægtning af Carl af Hessen, blev i sit 6. år udnævnt til ritmester i Husarregimentet og her major 1807. 22. august 1812 ægtede han i Frederiksberg Slotskirke prinsesse Juliane Sophie, datter af Arveprins Frederik, og blev i den anledning Ridder af Elefanten samt udnævntes samme år til oberstløjtnant. 1815 søgte han afsked for at tage tjeneste i den østrigske hær, hvor han blev chef for Ulanregimentet Fyrst Schwarzenberg og avancerede til generalmajor, men 1818 vendte han tilbage til Danmark og udnævntes til regimentschef med generalmajors karakter og chef for norske Livregiment til Fods. 1823 blev han kommandør for Livgarden til Hest og forenede med denne stilling fra 1831 posten som «tjenstforrettende» chef ved Landkadetkorpset. Ved hertug Vilhelm af Glücksborgs død sidstnævnte år overtog han kommandoen over det armékorps af forbundstropperne, der var bestemt til virksomhed i anledning af de belgisk-hollandske stridigheder.
Prinsen, der var en elskværdig, i København populær og afholdt personlighed, varetog med iver og duelighed sine forskellige militære hverv, og det fremhæves særlig, i hvilken fortrinlig orden Hestgarden befandt sig ved hans afgang. Han døde i København af tyfus 30. november 1834.
Han er gengivet i et portrætmaleri af Sebastian Weygandt (Museumslandschaft Hessen Kassel), og dette maleri er forlæg for et litografi af Edvard Lehmann fra ca. 1834 (i samme museum, endvidere i Det Kongelige Bibliotek og Brown University).